# Registro geológico
O registro geológico em estratigrafia, paleontologia e outras ciências naturais refere-se à totalidade das camadas dos estratos rochosos. Ou seja, depósitos depositados por vulcanismo ou por deposição de sedimentos derivados de detritos climáticos (argilas, areias etc.). Isso inclui todo o seu conteúdo fóssil e as informações que ele fornece sobre a história da Terra: seu clima passado, geografia, geologia e a evolução da vida em sua superfície. De acordo com a lei da superposição, camadas de rochas sedimentares e vulcânicas são depositadas umas sobre as outras. Com o tempo, elas endurecem para se tornar uma coluna de rocha solidificada (competente), que pode ser invadida por rochas ígneas e interrompida por eventos tectônicos.